# La Cinq
La Cinq fue un canal de televisión francés en abierto de carácter privado, que existió desde el 20 de febrero de 1986 hasta el 12 de abril de 1992.
El canal comenzó sus emisiones en 1986 con el apoyo de Silvio Berlusconi, propietario del grupo Fininvest, quien quería exportar el modelo televisivo de la italiana Canale 5 en el extranjero. Un año más tarde Berlusconi se asoció con Robert Hersant, propietario de Le Figaro, para tratar de consolidar una programación basada en entretenimiento e informativos. 
A pesar de una notable inversión, La Cinq nunca pudo superar las audiencias de la recién privatizada TF1 y entró en pérdidas. En 1990 el grupo Hachette se convirtió en máximo accionista e hizo una renovación completa de la parrilla, pero los resultados no acompañaron y la deuda ascendió a los 3500 millones de francos. Después de declararse en suspensión de pagos, el Tribunal de Comercio decretó el cierre de La Cinq en abril de 1992.

## Historia

### Inicios de La Cinq (1986)
En 1985 el presidente de la República Francesa, François Mitterrand, consultó al primer ministro Laurent Fabius la posibilidad de crear canales de televisión privados en abierto dentro del espectro analógico francés. En aquella época el mercado estaba dominado por la televisión pública  —TF1, A2 y FR3— con la única competencia de Canal+, financiado con cuotas de abonados, y la señal alegal de RTL Télévision, un canal controlado por CLT desde Luxemburgo y que podía sintonizarse en el norte del país. Con la reforma de la Ley Audiovisual en 1986 se establecieron dos nuevas concesiones de carácter comercial, financiadas solo a través de la publicidad y gestionadas por empresas de comunicación.
Silvio Berlusconi, director de Fininvest y propietario de Canale 5 en Italia, estaba interesado en exportar su modelo de televisión comercial en otros países de Europa, por lo que se asoció con el empresario naval francés Jérôme Seydoux para presentarse al concurso con una sociedad privada, «France Cinq». El magnate italiano era el máximo accionista con el 40% de los títulos, pero el resto del capital estaba cubierto por accionistas franceses para cumplir las condiciones de la licitación, y Seydoux asumió como primer presidente.
El 20 de noviembre de 1985, el gobierno francés otorgó dos concesiones de servicio público por 18 años a France Cinq y al grupo TV6, respectivamente. El nuevo canal, bautizado «La Cinq», se presentó con una imagen corporativa casi idéntica al Canale 5 italiano y una programación basada en espectáculo y entretenimiento familiar, con contenidos procedentes del catálogo de Fininvest.
Las emisiones de La Cinq comenzaron el 20 de febrero de 1986 con un programa de variedades, Voilà la Cinq, realizado desde los estudios italianos de Fininvest en Milán. Después de unas semanas en pruebas, la parrilla quedó completada en marzo, no tenía ningún programa informativo y estaba compuesta en su mayoría por series estadounidenses de la década de 1970, concursos, series de animación japonesa y películas o telefilms en el horario estelar.

### Etapa de Hersant (1987-1990)

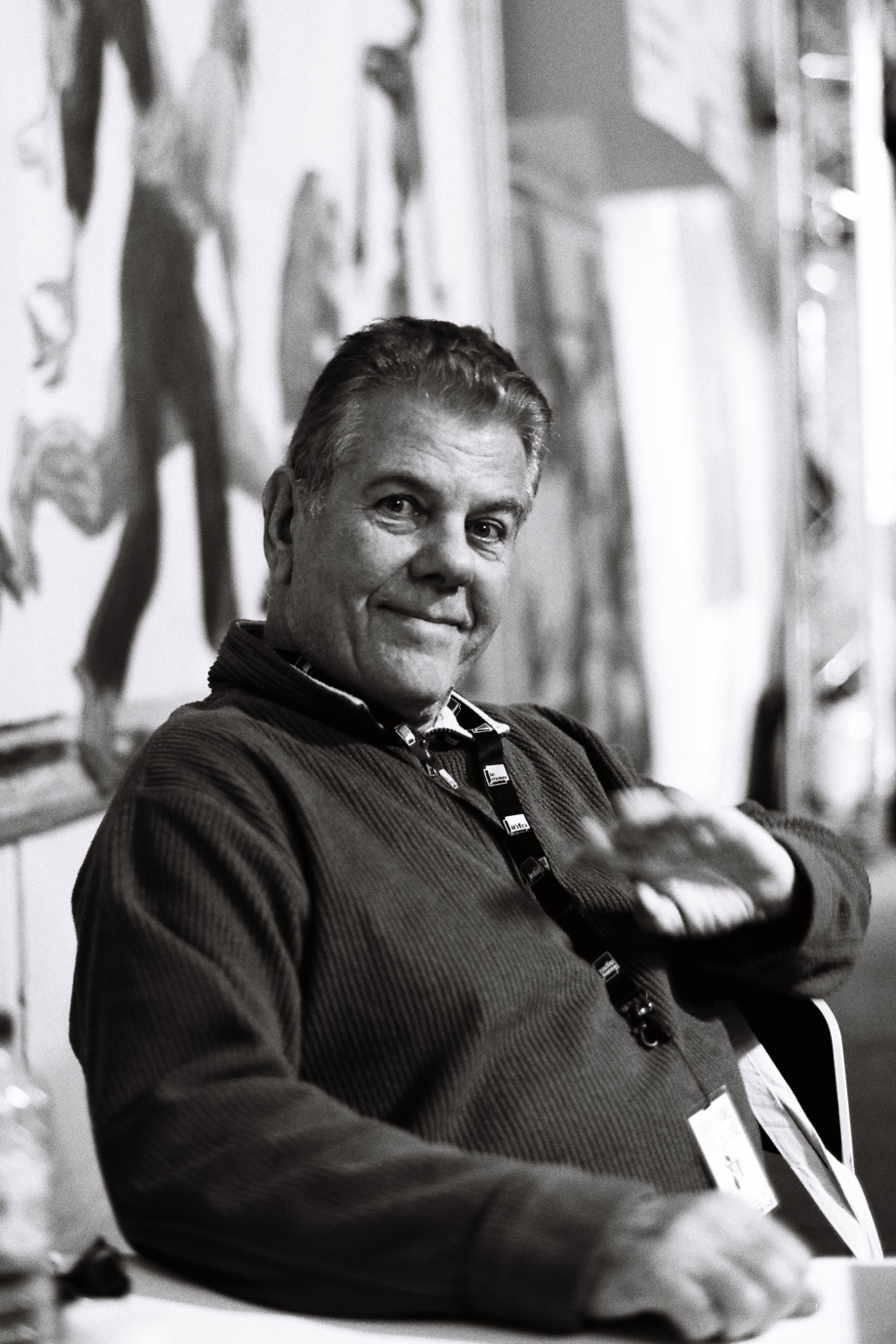
Jean-Claude Bourret presentó el informativo de La Cinq desde 1987 hasta 1992.

En 1986 hubo un cambio de gobierno y el nuevo primer ministro, Jacques Chirac, anunció la derogación de las dos concesiones de televisión comercial en abierto, así como la privatización del canal público TF1, a partir del 28 de febrero de 1987. Para evitar un posible cierre de La Cinq, Berlusconi y Seydoux unieron fuerzas con el empresario Robert Hersant, propietario del grupo editorial Socpresse. La entrada del nuevo accionista respondía a intereses políticos: Hersant era el propietario del diario Le Figaro, cuya línea editorial apoyaba a Chirac, y de TV Magazine, la revista de televisión más vendida del país. La nueva sociedad quedó constituida el 10 de febrero de 1987 con Robert Hersant como nuevo presidente, y el 23 de febrero de 1987 la Comisión Nacional de Comunicaciones otorgó una nueva concesión de servicio público a La Cinq por un plazo de diez años. Por otro lado, TV6 perdió la concesión del sexto canal en favor de M6, propiedad de CLT.
Con la llegada de Hersant se produjeron cambios notables en la programación. El principal objetivo de La Cinq era convertirse en líder de audiencias de la televisión comercial antes de que culminase la privatización de TF1, afectada por una pérdida de espectadores, así que llevó a cabo un ambicioso plan que incluía la creación de servicios informativos y la contratación de presentadores estrella de TF1 como Jean-Claude Bourret, Stéphane Collaro y Patrick Sabatier entre otros. Además de nutrirse del catálogo de Fininvest, se hizo con los derechos exclusivos de Dallas y empezó a emitir telenovelas francesas y quebequenses. Por último, apostó por ofrecer una película diaria en el horario estelar.
A pesar del aumento de cobertura y de la renovada programación, La Cinq corrió una suerte dispar. Los espacios con mejores datos de audiencia eran las películas del catálogo de Fininvest, el deporte con el Rally Dakar, y los programas informativos. Sin embargo, la apuesta por el entretenimiento francés resultó un rotundo fracaso y los presentadores contratados a golpe de talonario acabaron marchándose —o en algunos casos regresando— a la recién privatizada TF1, que se convirtió en líder de la televisión francesa en manos de Bouygues. Hersant y Berlusconi discreparon en público sobre las causas de los malos resultados y en 1989, cuando La Cinq ya había entrado en pérdidas, iniciaron una lucha por su control a través de alianzas con otros accionistas. Finalmente, Hersant aprovechó una ampliación de capital en 1990 para vender su participación al grupo Hachette.

### Etapa de Hachette (1990-1992)

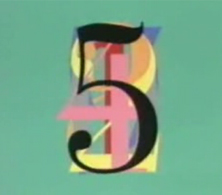
Logotipo de La Cinq entre 1991 y 1992.

El 23 de octubre de 1990, el Consejo Audiovisual francés aprobó la compra de La Cinq por parte de Hachette, en aquella época el mayor grupo francés en el sector de medios de comunicación. Jean-Luc Lagardère, el accionista de referencia, era el propietario de la radio Europe 1 y en 1987 ya había intentado hacerse con el control de TF1, aunque su candidatura fue derrotada por la del grupo Bouygues. La presidencia del canal quedó en manos de Yves Sabouret, hombre de confianza de Lagardère en Matra.
La nueva dirección de La Cinq diseñó un plan a corto plazo que pretendía convertirla en un canal generalista para toda la familia, en competencia directa con TF1. Para ello Lagardère contrató como director de programación a Pascal Josèphe, procedente de la televisión pública, quien apostó por nuevos formatos de producción propia, el mantenimiento de los servicios informativos y un mayor gasto en derechos televisivos. Entre otros contenidos se hizo con los pases exclusivos de películas de Disney, la emisión de Fórmula 1 y el estreno de Twin Peaks. La Cinq culminó su renovación con una imagen corporativa rupturista, diseñada por Jean Paul Goude, donde el logotipo era un «5» superpuesto sobre los demás números.
La renovada etapa de La Cinq comenzó el 2 de abril de 1991 con el estreno de veintidós nuevos programas y una emisión continuada de 24 horas. Sin embargo, la audiencia tuvo una respuesta dispar y varios de esos espacios fueron cancelados al poco tiempo. En septiembre La Cinq ostentaba la tercera posición con una cuota de pantalla del 11%, por detrás de TF1 y Antenne 2, pero nunca pudo recuperar la inversión realizada y el canal entró en números rojos: en un solo año había perdido más de 1200 millones de francos.
El 17 de diciembre de 1991, la posible desaparición de La Cinq trascendió al público con el anuncio de un expediente de regulación de empleo sobre 576 empleados, más del 75% de la plantilla. Esa misma noche se emitió un programa especial donde los periodistas y directivos explicaban en directo la complicada situación del canal. En las siguientes semanas se sucedieron movilizaciones para intentar detener tanto los despidos como el cierre de la televisión, y el presentador Jean-Claude Bourret impulsó la «asociación de defensa de La Cinq». El 2 de enero de 1992, La Cinq se declaró en suspensión de pagos y su gestión quedó en manos de un administrador judicial.

### Cierre de La Cinq (1992)
Durante el periodo del administrador hubo un debate sobre el quinto canal. Por un lado, Silvio Berlusconi propuso un plan de rescate de La Cinq a través de una ampliación de capital. Por el otro, las cadenas privadas —TF1, Canal+ y M6— presionaron al Consejo Audiovisual para que revocara la concesión y se la cediera en su lugar a un canal de información continua, mientras que el estado francés pretendía quedárselas para impulsar un canal cultural. El futuro de La Cinq quedó sentenciado a finales de marzo, poco después de que Berlusconi anunciase la retirada del plan al no haber encontrado inversores interesados. En total, las pérdidas de La Cinq ascendían a 3500 millones de francos desde su creación.
El 3 de abril de 1992, el Tribunal de Comercio confirmó la desaparición de La Cinq para el domingo 12 de abril de 1992. El fallo del tribunal fue anunciado en directo en el informativo por Bourret, impulsor de la plataforma por su salvación. Durante los siguientes nueve días se promocionó el programa especial de despedida Vive La Cinq, anunciado como «el eclipse total», en el que se rendía homenaje a los seis años de La Cinq y a su impacto en la sociedad francesa. Después de que la redacción se despidiese de los espectadores, se dio paso a una animación donde la Luna, con el logotipo del canal, quedaba eclipsada por una pantalla negra. Seguidamente apareció un último mensaje:
La Cinq vous prie de l'excuser pour cette interruption definitive de l'image et du son… C'est fini
«La Cinq les pide disculpas por esta interrupción definitiva de la imagen y del sonido… Se acabó».

### Situación posterior
Las frecuencias del quinto canal quedaron en manos del estado francés. El 23 de abril de 1992, nueve días después del cierre de La Cinq, comenzaron las emisiones del servicio cultural La Sept, un canal por cable que hasta entonces compartía una franja nocturna en FR3. La Sept se transformó el 30 de mayo de 1992 en «Arte», la televisión cultural franco-alemana, con una emisión nocturna desde las 19:00 hasta la medianoche.
Como Arte solo emitía por las noches, el gobierno francés impulsó la creación de un nuevo canal público que ocupara la franja diurna. Del 28 de marzo al 17 de abril de 1994 se emitió en pruebas un servicio de ofertas laborales, Télé emploi, y a partir del 13 de diciembre de 1994 comenzaron las emisiones de La Cinquième, con una programación educativa y francófona. En el 2000 ese canal quedó integrado en la organización pública France Télévisions, y en 2002 pasó a llamarse France 5.
La Cinq nunca volvió a emitir. La asociación de Jean-Claude Bourret intentó crear en 1994 un canal similar, Télé 55, que emitiría en abierto a través del satélite Eutelsat desde Andorra, lo cual le permitía eludir al Consejo Audiovisual francés. Este proyecto nunca llegó a hacerse realidad por su inviabilidad económica.

## Programación
La programación de La Cinq era generalista y estaba dirigida a todos los públicos. Los espacios con más audiencia del canal eran las películas en horario central, las series de ficción, los informativos y las retransmisiones deportivas. Dentro de las series, La Cinq se caracterizó por emitir clásicos estadounidenses de la década de 1970, pero también estrenos como Miami Vice y Twin Peaks. En cuanto al cine, Fininvest había llegado a acuerdos de redifusión con Paramount y 20th Century Fox entre otros estudios. 
En un primer momento La Cinq intentó emular el modelo de programación de los canales italianos de Berlusconi —Canale 5, Italia 1 y Rete 4—, que renunciaba a las noticias para basarlo todo en programas de entretenimiento. A partir de 1987, con la llegada a la presidencia de Hersant, el canal hizo una decidida apuesta por la información. El director de informativos durante los siguientes cinco años fue Patrice Duhamel, procedente de Radio Monte-Carlo, y se contrataron presentadores experimentados como Jean-Claude Bourret, Gilles Schneider, Marie-Laure Augry y Béatrice Schönberg. Además de los boletines informativos, precedidos por la fanfarria inicial de Así habló Zaratustra, el canal se ganó una reputación entre el público francés por su cobertura de acontecimientos especiales como la revolución rumana de 1989 y la guerra del Golfo. Tras la llegada de Hachette en 1990 se reforzó la apuesta informativa con cuatro boletines diarios.
En lo que respecta a la programación infantil, La Cinq fue uno de los primeros canales franceses en ofrecer animación japonesa a través del catálogo de Fininvest. El canal tenía un programa infantil por las tardes, Youpi! L'école est finie, en el que emitió más de treinta series de dibujos animados, en su mayoría japoneses, tales como Captain Tsubasa (Olive et Tom), Ai Shite Night (Embrasse-moi Lucile), Robotech, Attacker You (Jeanne et Serge) y Fushigi no Umi no Nadia (Nadia, le secret de l'eau bleue). Muchas de esas series llegaron también a España a través de Telecinco.

## Audiencias
En sus primeros años de vida, la cobertura analógica de La Cinq estaba limitada a las grandes ciudades. A partir de 1988, cuando pasó a estar disponible en todo el país, logró superar el 10% de cuota de pantalla sin llegar a arrebatarle el liderazgo a TF1, Antenne 2 y FR3. Y en 1989, año en el que obtuvo su máximo histórico con una cuota del 13%, logró situarse en tercera posición. El crecimiento del La Cinq se vio estancado por el claro dominio de TF1 tras su privatización, en una época donde el canal de Bouygues obtenía cuotas superiores al 35% de share.
| 1986 | 1987 | 1988  | 1989 | 1990  | 1991  |
| ---- | ---- | ----- | ---- | ----- | ----- |
| 4,2% | 7,3% | 10,3% | 13%  | 11,7% | 10,9% |